# Биль (хоккейный клуб)
«Биль» (нем. EHC Biel) — профессиональный хоккейный клуб, представляющий одноимённый швейцарский город. Выступает в Швейцарской национальной лиге. Домашняя арена — Тиссот Арена — вмещает 7 000 зрителей.

## История
Клуб был основан в 1939 году. Биль является трехкратным чемпионом Швейцарии. Однако, до 2008 года клуб выступал во втором дивизионе швейцарского хоккея. Произошло это благодаря трём подряд победам клуба в Лиге Б. Издавна главными противниками «Биля» считаются «Лангнау Тайгерз» и СК «Берн».

## Достижения
- Чемпион Швейцарии 1978, 1981, 1983.
- Серебряный призёр Чемпионата Швейцарии 1976, 1979.